# بيلي ميلر (لاعب كرة قدم أمريكية)
بيلي ميلر (بالإنجليزية: Billy Miller)‏ هو لاعب كرة قدم أمريكية أمريكي، ولد في 24 أبريل 1977 في لوس أنجلوس في الولايات المتحدة.

## وصلات خارجية
- بيلي ميلر على موقع مرجع كرة القدم المحترفة.كوم (الإنجليزية)